# Новозеландский национальный фронт
Новозеландский национальный фронт — небольшая политическая партия в Новой Зеландии, придерживающаяся идеологии белого национализма.

## История

### Первые годы
В 1968 году из новозеландского филиала Лиги имперских лоялистов возник Национальный фронт. Его основателем стал Брайан Томпсон, он же стал и первым лидером. Другим заметным членом был Роджер Клэр, который позже стал активистом Лиги Святого Георгия. Он публиковал журнал «Контратака» (англ. Counter-attack). Группа была распущена в начале 1970-х годов.

### Официальная организация
Новозеландский национальный фронт (НЗНФ) был сформирован в 1977 году по инициативе Джона Тиндаля. Первым председателем партии был Дэвид Кроуфорд, вскоре к фронту примкнул Брайан Томпсон и Керри Болтон, в 1978 году. Она получала известность за счёт отрицания Холокоста. Томпсон представил НЗНФ в марше на Льюишам в 1977 году. НЗНФ призвала своих активистов проникнуть в более крупные партии, в частности Национальную партию. В начале 1980-х организация практически перестала вести деятельность, многие из её членов примкнули к «Новой силе», которую в 1981 году основал Болтон. 
С июня 1978 года организация совместно с Национальным фронтом Австралии публиковала журнал под названием «Линия фронта» (англ. Frontline). После смерти редактора журнал продолжал выпускаться до марта 1987 года благодаря поддержке беспартийных националистов.

## Настоящее время
В 1989 году Антон Фолжамб стремился возродить «Линию фронта» в рамках своего «Консервативного фронта». Это привело к воссозданию НЗНФ под руководством Фолжамба. Он также публиковал свой журнал под названием «Точка зрения» (англ. Viewpoint). Фолжамб ушёл в отставку с поста лидера в 1997 году, создал Партию национал-демократов в 1999 году. Новым лидером НЗНФ стал Кайл Чепмен, который был у руля до 2005 года, с возвращением Болтона в 2004 году он ушёл с поста руководителя. Членский состав и поддержка снизилась с отставкой Чепмена. Его заменил Сид Уилсон, он старался проводить ту же политику, что и Чемпен. Уилсон был отстранён в июле 2007 года. С 2008 года НЗНФ под руководством Колина Анселла. Анселл заявил, что НЗНФ должен быть «широким спектром националистического движения» с «твёрдым мнением по вопросам иммиграции».
В июне 2008 года Национальный фронт объединил свои силы с национал-демократами и другими организациями в блок «Новые правые», чтобы совместно участвовать в выборах 2008 года как Националистический альянс.

## Акции
23 октября 2004 года Национальный фронт провёл акцию в Веллингтоне за сохранение старого флага Новой Зеландии, в которой приняли участие примерно 45 человек. Анархисты провели контрдемонстрацию, в которой приняло участие 800 человек. По данным New Zealand Herald, Чепмен сетовал на следующий день о «недостаточной полицейской защите». Этот «день флага» стал ежегодным событием, в котором принимают участие Национальный фронт и его противники.
В 2004 году НЗНФ реформировать Национального фронта Австралия. 
В Национальном фронте утверждали, что партия выиграла от освещения в СМИ, Кайл Чепмен сказал газете Dominion, что «средства массовой информации являются нашими лучшими рекрутерами». Национальное радио приглашало Линду Кларк, которая утверждала, что «необходимо дать право голоса всем новозеландцам», взяло интервью у Чепмена и основателя австралийской «Одной нации» Полины Хансон. 
Тем не менее, организация не обновляла свой сайт в течение года, по состоянию на октябрь 2010 года. Там не было средств массовой информации или рекламы, связанные с организацией с декабря 2009 года.

## Программа
Программа НЗНФ включает в себя следующие пункты:
- Сохранение «традиционных западных христианских идеалов, морали и права».
- Отказ Новой Зеландии от интеграции в азиатское экономическое сообщество, выступление против любых форм иностранного влияния и контроля.
- Упразднение договора Вайтанги.
- Создание культурных автономий для маори, а также активное поощрение «белой культурной самобытности и самоопределения».
- Борьба с иммиграцией
- Ликвидация «Институциональной политической корректности»
- Приобретение государством Резервного Банка
- Укрепление сектора производства и выход из всех соглашений о свободной торговле и мировой системы торговли
- Поощрение органического земледелия через финансируемые государством научных исследований и разработок, расширение образовательных программ в данной сфере и дешёвые кредиты от государства сельскому хозяйству
- Укрепление роли института семьи в общественной жизни и борьба против абортов
- Выход из Договора АНЗЮС
- Восстановление смертной казни
- Реинтродукция Национальной службы